# Droga krajowa B64 (Niemcy)
Droga krajowa 64 (niem. Bundesstraße 64, B 64) – niemiecka droga krajowa przebiegająca  z zachodu na wschód od skrzyżowania z drogą B51 na obwodnicy Telgte w Nadrenii Północnej-Westfalii do skrzyżowania z drogami B248 i B243 koło Seesen w Dolnej Saksonii.